# Cucal de Mindoro
El cucal de Mindoro (Centropus steerii) és una espècie d'ocell de la família dels cucúlids (Cuculidae) que habita a la selva humida de Mindoro, a les Filipines.